# Бродац-Дони
Бродац-Дони (серб. Бродац Доњи / Brodac Donji) — село в общине Биелина Республики Сербской Боснии и Герцеговины. Население составляет 729 человек по переписи 2013 года.

## Культура и образование
В сёлах Бродац-Горни и Бродац-Дони располагаются начальная школа имени Петара Кочича и церковь Святых Петра и Павла.
В селе Бродац-Дони также базируется футбольная команда «Единство», выступающая во Второй Центральной лиге Республики Сербской.